# Specie di Clematis
Elenco delle specie di Clematis:

## A

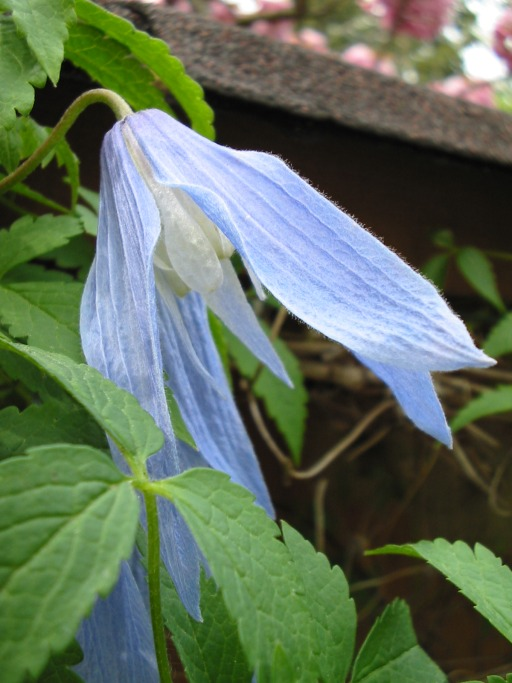
Clematis alpina

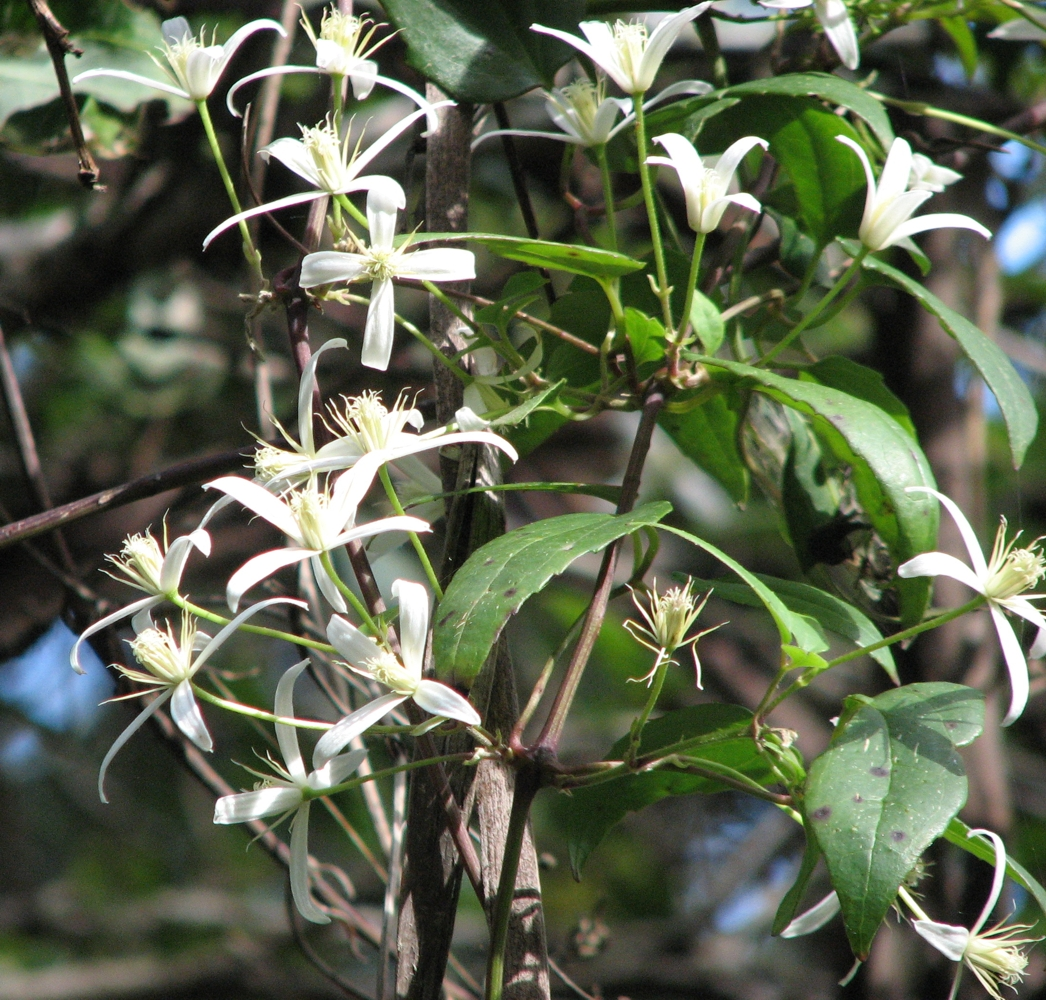
Clematis aristata

- Clematis acapulcensis Hook. & Arn., 1840
- Clematis acerifolia Maxim., 1879
- Clematis actinostemmatifolia W.T.Wang, 2000
- Clematis acuminata DC., 1817
- Clematis acutangula Hook.f. & Thomson, 1855
- Clematis addisonii Britton ex Vail, 1890
- Clematis aethusifolia Turcz., 1832
- Clematis affinis A.St.-Hil., 1824
- Clematis afoliata Buchanan, 1871
- Clematis africolineariloba W.T.Wang, 2001
- Clematis akebioides (Maxim.) H.J.Veitch, 1912
- Clematis akoensis Hayata, 1911
- Clematis albicoma Wherry, 1931
- Clematis alborosea Ulbr., 1923
- Clematis alpina (L.) Mill., 1768
- Clematis alternata Kitam. & Tamura, 1954
- Clematis andersonii (C.B.Clarke ex Kuntze) H.Eichler, 1958
- Clematis antonii (Elmer) L.Eichler, 1958
- Clematis apiculata Hook.f. & Thomson, 1872
- Clematis apiifolia DC., 1817
- Clematis archboldiana Merr. & L.M.Perry, 1943
- Clematis aristata R.Br. ex Ker Gawl., 1817
- Clematis armandii Franch., 1885
- Clematis aureolata D.Falck & Lehtonen, 2014
- Clematis austroanatolica Ziel. & Kit Tan, 2011
- Clematis austrogansuensis W.T.Wang & L.Q.Li, 2011

## B

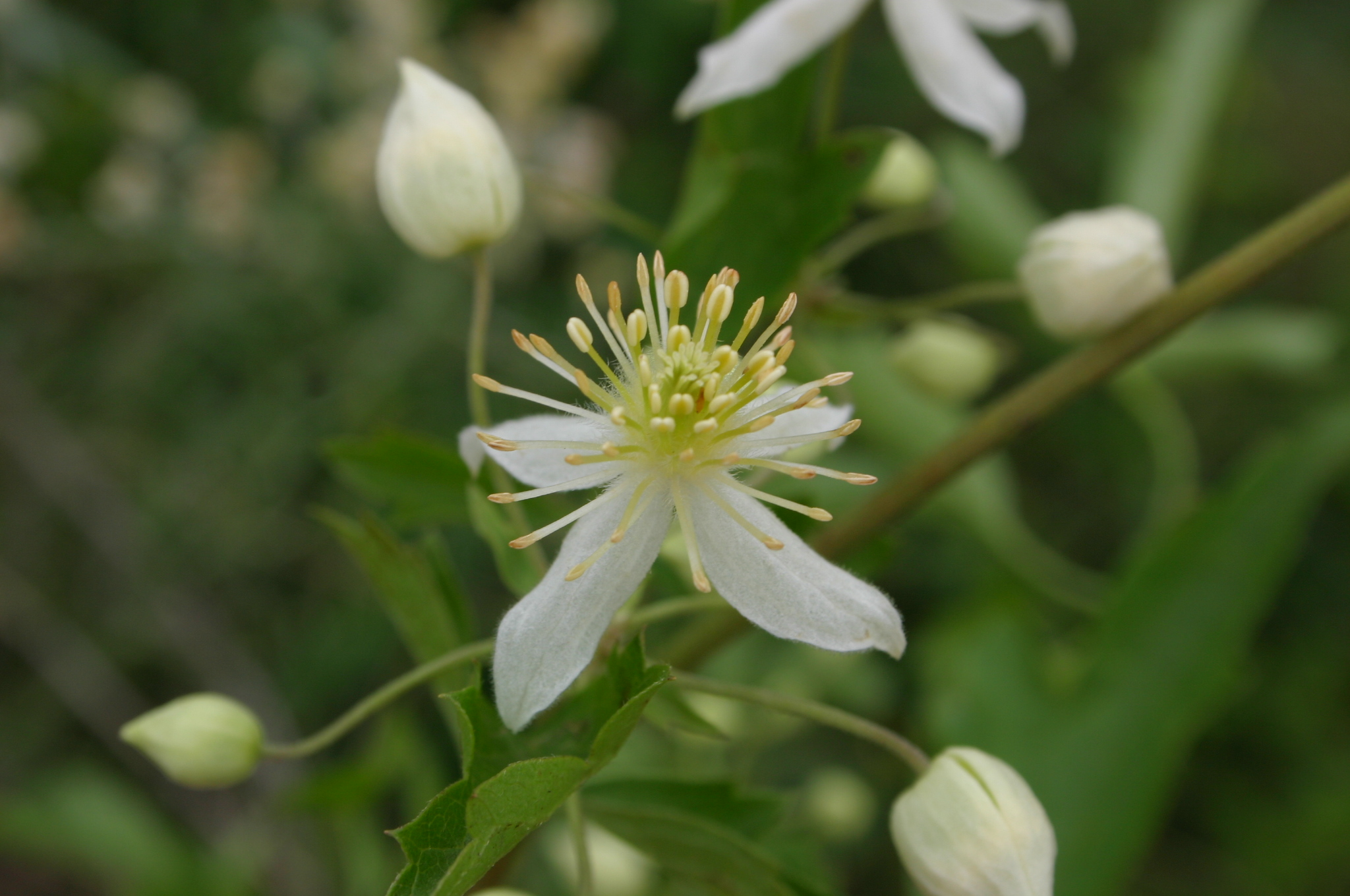
Clematis brachiata

- Clematis baldwinii Torr. & A.Gray, 1838
- Clematis baominiana W.T.Wang, 1998
- Clematis barbellata Edgew., 1851
- Clematis bigelovii Torr., 1857
- Clematis bojeri Hook., 1836
- Clematis bonariensis Juss. ex DC., 1817
- Clematis boninensis Hayata, 1911
- Clematis bourdillonii Dunn, 1914
- Clematis bowkeri Burtt Davy ex W.T.Wang, 2004
- Clematis brachiata Thunb., 1800
- Clematis brachystemon Gunn ex W.T.Wang, 2000
- Clematis brachyura Maxim., 1877
- Clematis bracteolata Tamura, 1968
- Clematis brasiliana DC., 1817
- Clematis brevicaudata DC., 1817
- Clematis brevipes Rehder, 1928
- Clematis buchananiana DC., 1817
- Clematis burmanica Lace, 1915

## C

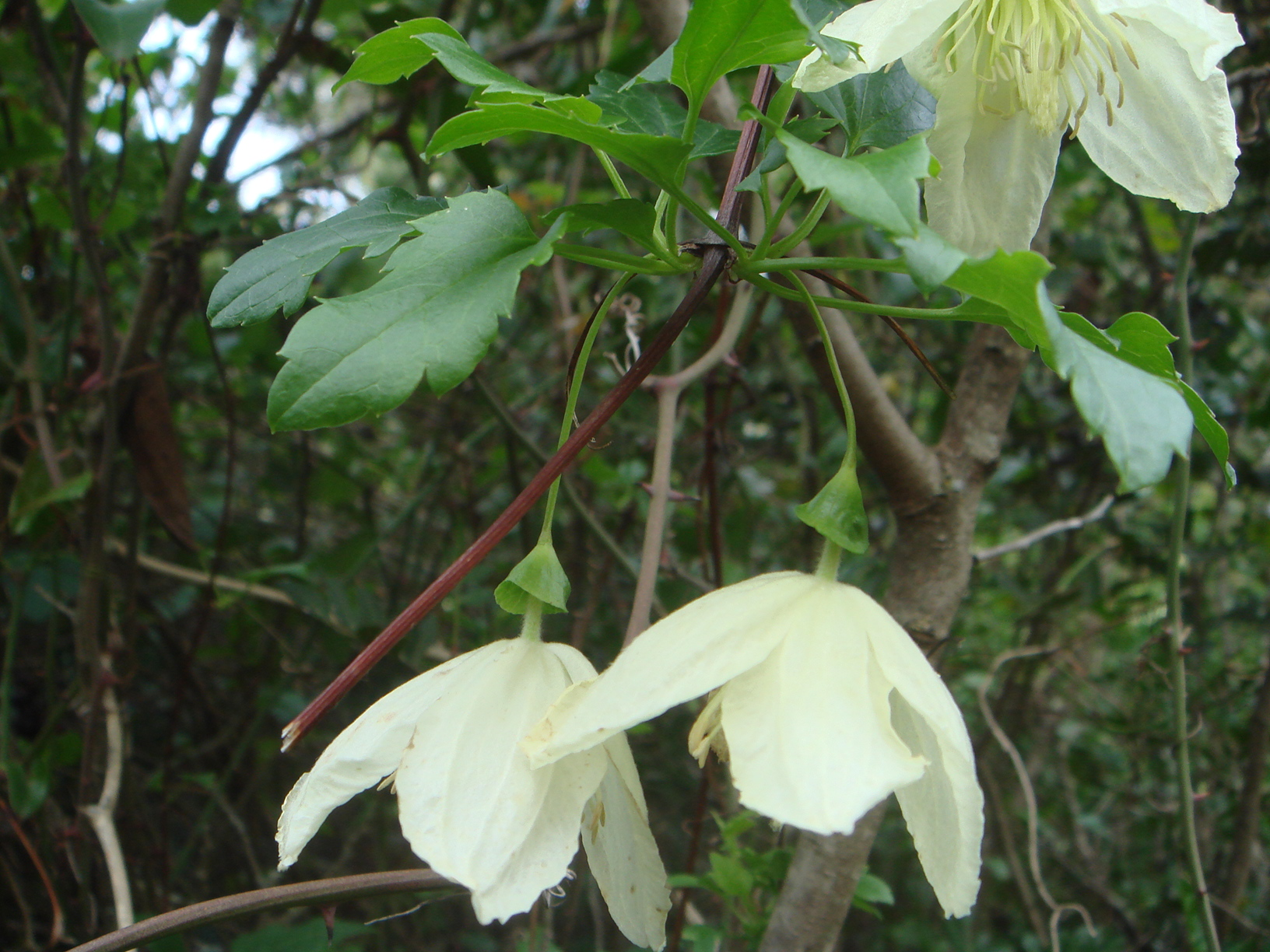
Clematis cirrhosa

- Clematis cadmia Buch.-Ham. ex Hook.f. & Thomson, 1872
- Clematis caleoides Standl. & Steyerm., 1944
- Clematis campaniflora Brot., 1805
- Clematis campestris A.St.-Hil., 1824
- Clematis carrizoensis D.Estes, 2006
- Clematis catesbyana Pursh, 1813
- Clematis caudigera W.T.Wang, 1998
- Clematis chaohuensis W.T.Wang & L.Q.Huang, 2014
- Clematis chekiangensis C.Pei, 1936
- Clematis chengguensis W.T.Wang, 2003
- Clematis chinensis Osbeck, 1757
- Clematis chingii W.T.Wang, 1957
- Clematis chiupehensis M.Y.Fang, 1980
- Clematis chrysocarpa Welw. ex Oliv., 1868
- Clematis chrysocoma Franch., 1886
- Clematis cinnamomoides W.T.Wang, 2000
- Clematis cirrhosa L., 1753
- Clematis clarkeana H.Lév. & Vaniot, 1902
- Clematis clemensiae H.Eichler, 1958
- Clematis clitorioides DC., 1817
- Clematis coactilis (Fernald) Keener, 1967
- Clematis coahuilensis D.J.Keil, 1977
- Clematis columbiana (Nutt.) Torr. & A.Gray, 1838
- Clematis commutata Kuntze, 1885
- Clematis comoresensis W.T.Wang, 2000
- Clematis connata DC., 1824
- Clematis corniculata W.T.Wang, 1991
- Clematis courtoisii Hand.-Mazz., 1939
- Clematis craibiana Lace, 1915
- Clematis crassifolia Benth., 1861
- Clematis crassipes Chun & F.C.How, 1958
- Clematis crispa L., 1753
- Clematis cruttwellii H.Eichler ex W.T.Wang, 2000
- Clematis cunninghamii Turcz., 1863

## D
- Clematis dasyandra Maxim., 1890
- Clematis dasyoneura (Korth.) Kuntze, 1885
- Clematis decipiens H.Eichler ex Jeanes, 2007
- Clematis delavayi Franch., 1885
- Clematis delicata H.Eichler ex W.T.Wang, 2000
- Clematis diebuensis W.T.Wang, 2015
- Clematis dilatata C.Pei, 1936
- Clematis dimorphophylla W.T.Wang, 2001
- Clematis dingjunshanica W.T.Wang, 2003
- Clematis dioica L., 1759
- Clematis dissecta Baker, 1883
- Clematis dolichopoda Brenan, 1949
- Clematis drummondii Torr. & A.Gray, 1838
- Clematis dubia (Endl.) P.S.Green, 1990

## E
- Clematis elata Bureau & Franch., 1891
- Clematis elisabethae-carolae Greuter, 1965
- Clematis elobata (S.X.Yan) S.X.Yan & L.Xie, 2016
- Clematis erectisepala L.Xie, J.H.Shi & L.Q.Li, 2005

## F

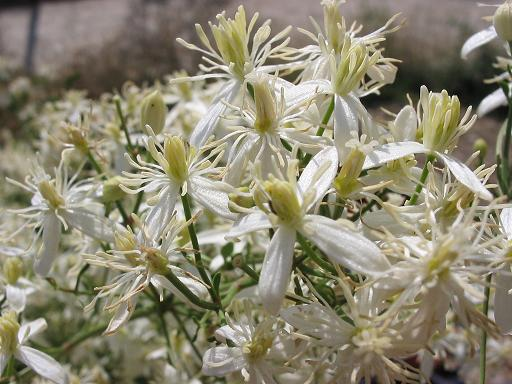
Clematis flammula

- Clematis falciformis H.Perrier, 1950
- Clematis fasciculiflora Franch., 1889
- Clematis fawcettii F.Muell., 1876
- Clematis fengii W.T.Wang, 2000
- Clematis finetiana H.Lév. & Vaniot, 1904
- Clematis flammula L., 1753
- Clematis flammulastrum Griseb., 1861
- Clematis flavidonitida W.T.Wang, 2014
- Clematis florida Thunb., 1784
- Clematis foetida Raoul, 1846
- Clematis formosana Kuntze, 1896
- Clematis forsteri J.F.Gmel., 1791
- Clematis fremontii S.Watson, 1875
- Clematis fruticosa Turcz., 1832
- Clematis fulvicoma Rehder & E.H.Wilson, 1913
- Clematis fulvofurfuracea W.T.Wang, 2004
- Clematis fusca Turcz., 1840

## G
- Clematis gentianoides DC., 1817
- Clematis gialaiensis Serov, 1994
- Clematis glabrifolia K.Sun & M.S.Yan, 1992
- Clematis glauca Willd., 1796
- Clematis glaucophylla Small, 1897
- Clematis glycinoides DC., 1817
- Clematis gouriana Roxb. ex DC., 1817
- Clematis gracilifolia Rehder & E.H.Wilson, 1913
- Clematis grahamii Benth., 1839
- Clematis grandidentata (Rehder & E.H.Wilson) W.T.Wang, 1993
- Clematis grandiflora DC., 1817
- Clematis grandifolia (Staner & J.Léonard) M.Johnson, 1997
- Clematis grata Wall., 1830
- Clematis gratopsis W.T.Wang, 1957
- Clematis graveolens Lindl., 1846
- Clematis grewiiflora DC., 1817
- Clematis grossa Benth., 1840
- Clematis guadeloupae Pers., 1806
- Clematis gulinensis W.T.Wang & L.Q.Li, 2012
- Clematis guniuensis W.Y.Ni, R.B.Wang & S.B.Zhou, 2019

## H
- Clematis haenkeana C.Presl, 1831
- Clematis hagiangensis N.T.Do, 2006
- Clematis hancockiana Maxim., 1879
- Clematis hastata Finet & Gagnep., 1903
- Clematis hayatae Kudô & Masam., 1932
- Clematis hedysarifolia DC., 1817
- Clematis heracleifolia DC., 1817
- Clematis herrei H.Eichler, 1958
- Clematis hexapetala Pall., 1776
- Clematis heynei M.A.Rau & al., 1993
- Clematis hilariae Kovalevsk., 1967
- Clematis hirsuta Guill. & Perr., 1831
- Clematis hirsutissima Pursh, 1813

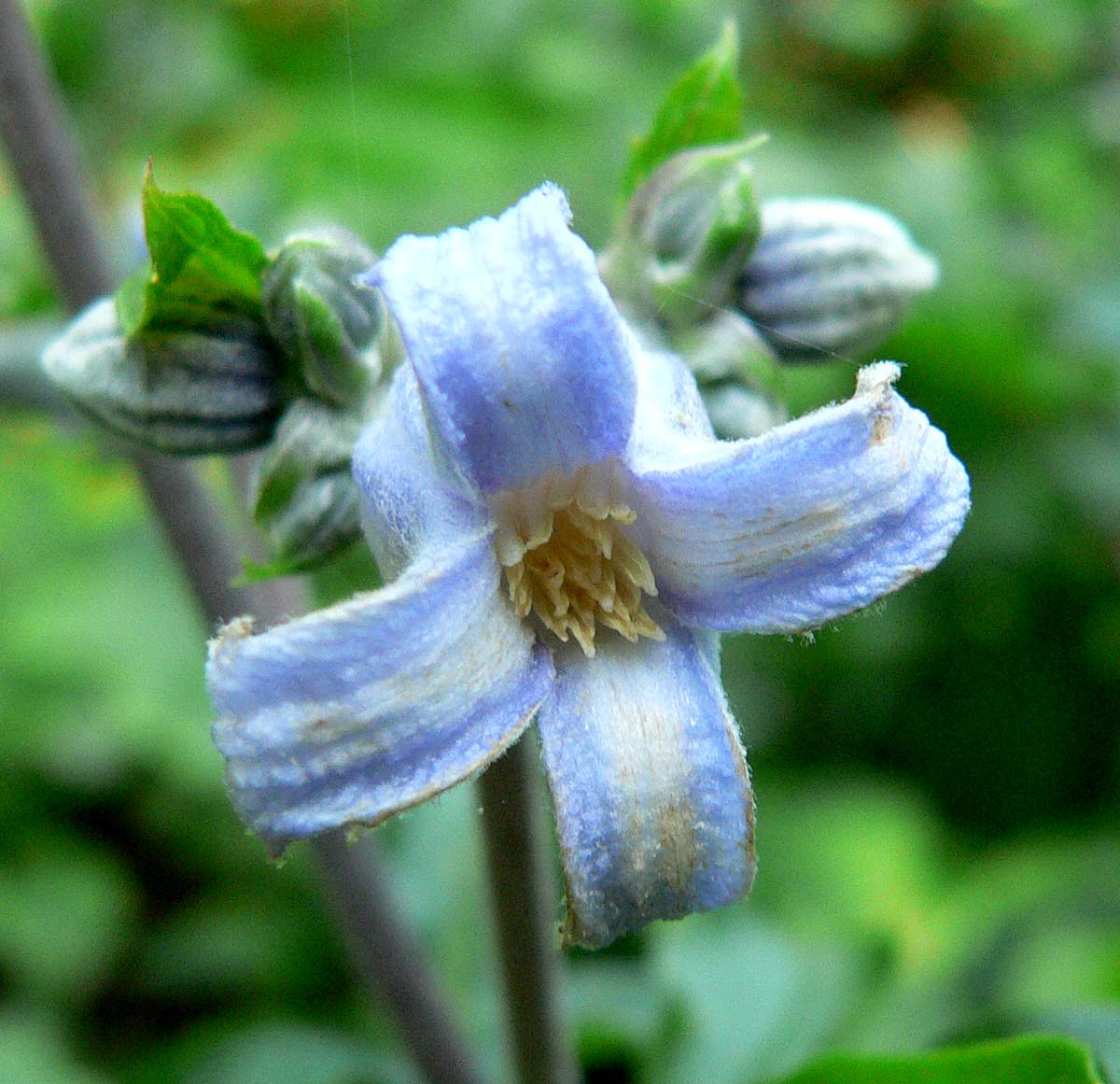
Clematis heracleifolia

- Clematis horripilata D.Falck & Lehtonen, 2014
- Clematis huangjingensis W.T.Wang & L.Q.Li, 2012
- Clematis hothae Kurz, 1877
- Clematis huchouensis Tamura, 1968
- Clematis hupehensis Hemsl. & E.H.Wilson, 1906

## I
- Clematis ibarensis Baker, 1881

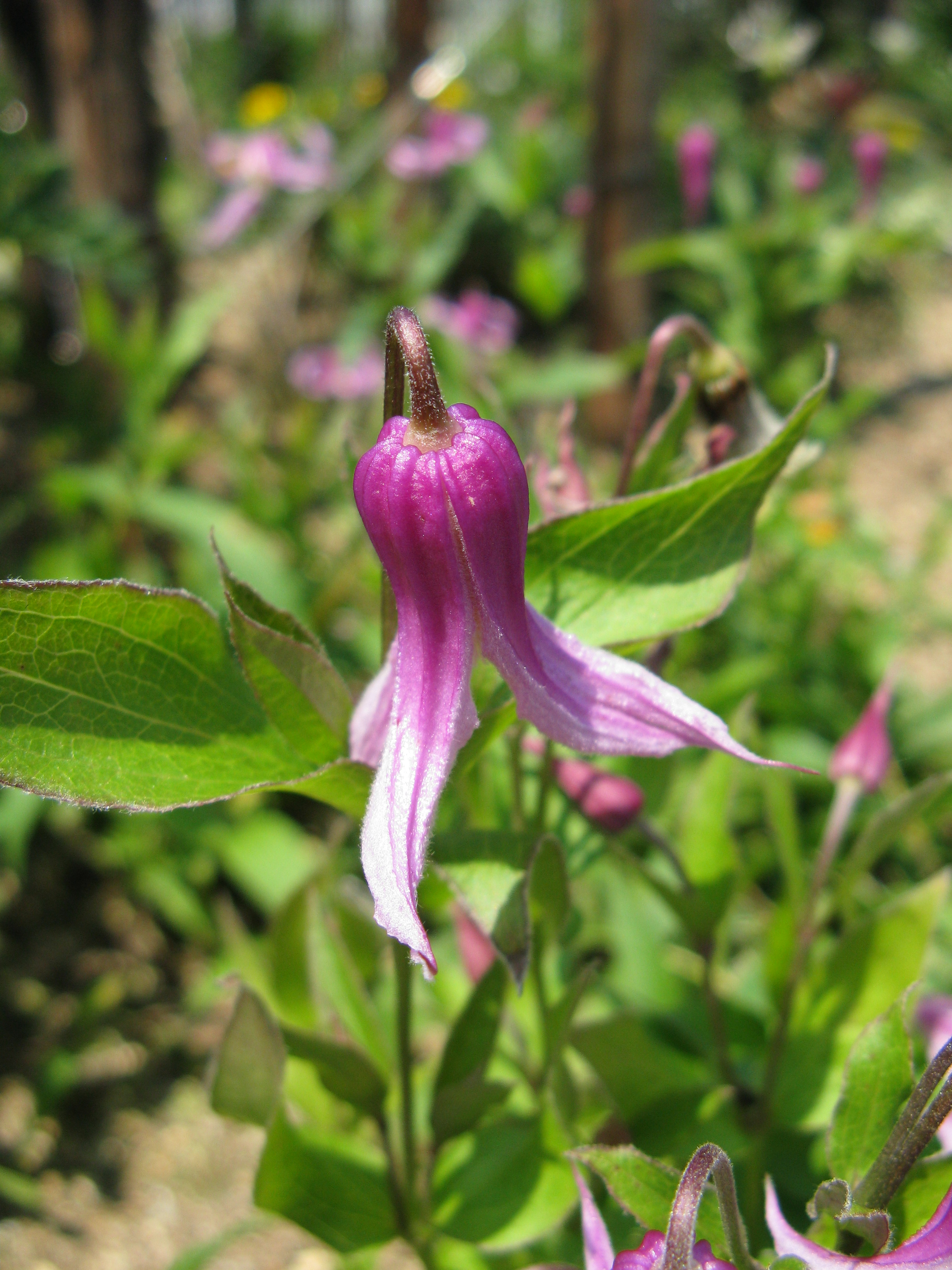
Clematis integrifolia

- Clematis incisodenticulata W.T.Wang, 2007
- Clematis insidiosa Baill., 1882
- Clematis integrifolia L., 1753
- Clematis intraglabra W.T.Wang, 2001
- Clematis intricata Bunge, 1835
- Clematis iranica Habibi, Ghorbani & Azizian, 2014
- Clematis ispahanica Boiss., 1846

## J
- Clematis japonica Thunb., 1784
- Clematis javana DC., 1817
- Clematis jeypurensis Bedd. ex W.T.Wang, 2001
- Clematis jialasaensis W.T.Wang, 1986
- Clematis jingdungensis W.T.Wang, 1982
- Clematis jingxiensis W.T.Wang, 2016

## K
- Clematis kakoulimensis Schnell, 1950
- Clematis khasiana (Brühl) W.T.Wang, 2000
- Clematis kirilowii Maxim., 1877
- Clematis kockiana C.K.Schneid., 1917
- Clematis koreana Kom., 1900
- Clematis korthalsii H.Eichler, 1958
- Clematis kweichouwensis C.Pei, 1934

## L

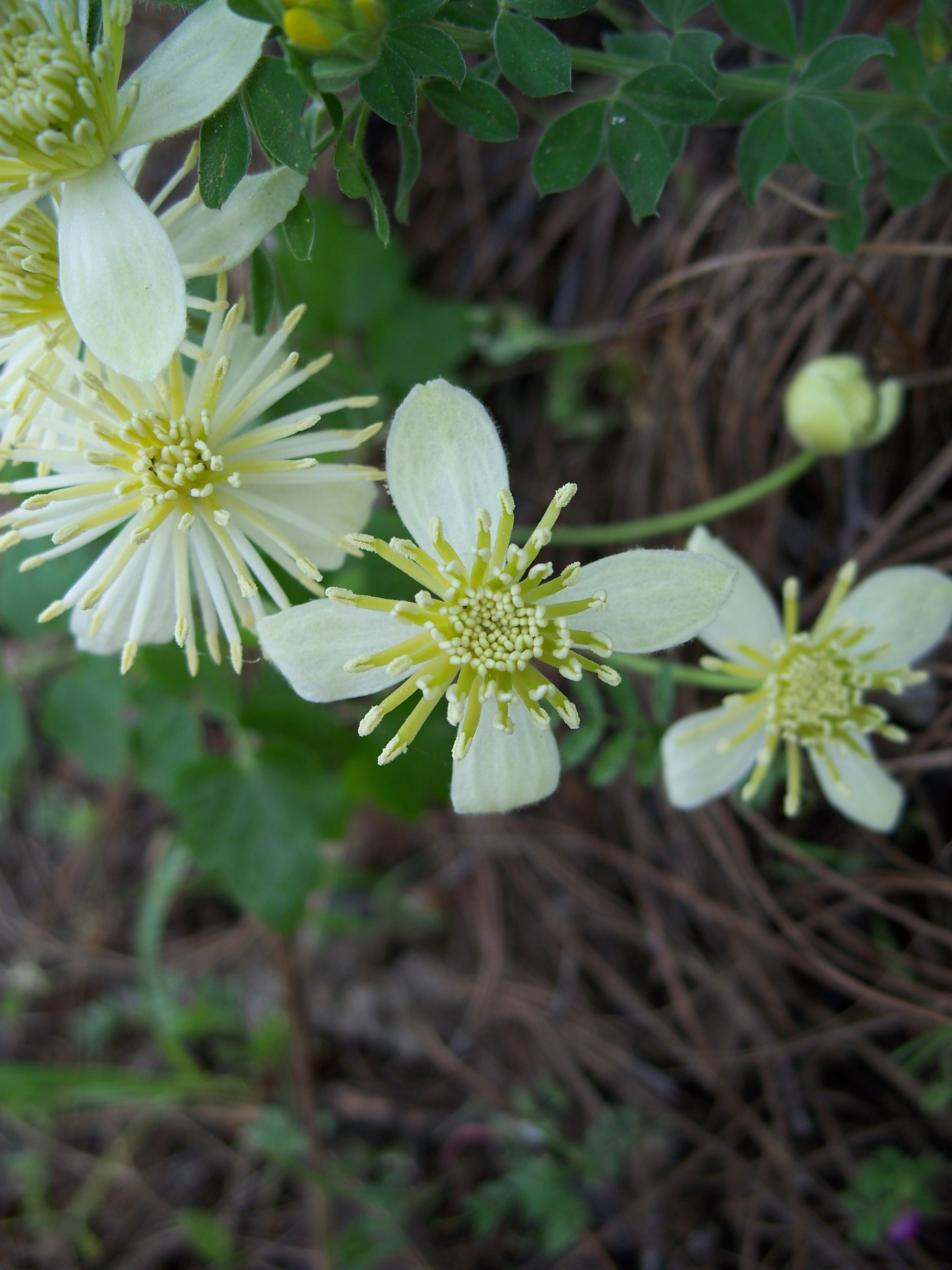
Clematis lasiantha

- Clematis ladakhiana Grey-Wilson, 1989
- Clematis lancifolia Bureau & Franch., 1891
- Clematis lanuginosa Lindl., 1852
- Clematis lasiandra Maxim., 1877
- Clematis lasiantha Nutt., 1838
- Clematis lathyrifolia Besser ex Trautv., 1842
- Clematis latisecta (Maxim.) Prantl, 1888
- Clematis laxistrigosa (W.T.Wang & M.C.Chang) W.T.Wang, 2001
- Clematis leptophylla (F.Muell.) H.Eichler, 2007
- Clematis leschenaultiana DC., 1817
- Clematis liboensis Z.R.Xu, 1988
- Clematis ligusticifolia Nutt., 1838
- Clematis linearifolia Steud., 1845
- Clematis linearifoliola W.T.Wang, 2003
- Clematis lingyunensis W.T.Wang, 1986
- Clematis lishanensis (T.Y.A.Yang & T.C.Huang) Luferov, 2016
- Clematis liuzhouensis Y.G.Wei & C.R.Lin, 2009
- Clematis longicauda Steud. ex A.Rich., 1847
- Clematis longipes Freyn, 1880
- Clematis longistyla Hand.-Mazz., 1939
- Clematis loureiroana DC., 1817
- Clematis lushuiensis W.T. Wang, 2008

## M
- Clematis macgregorii Merr., 1910
- Clematis macropetala Ledeb., 1829

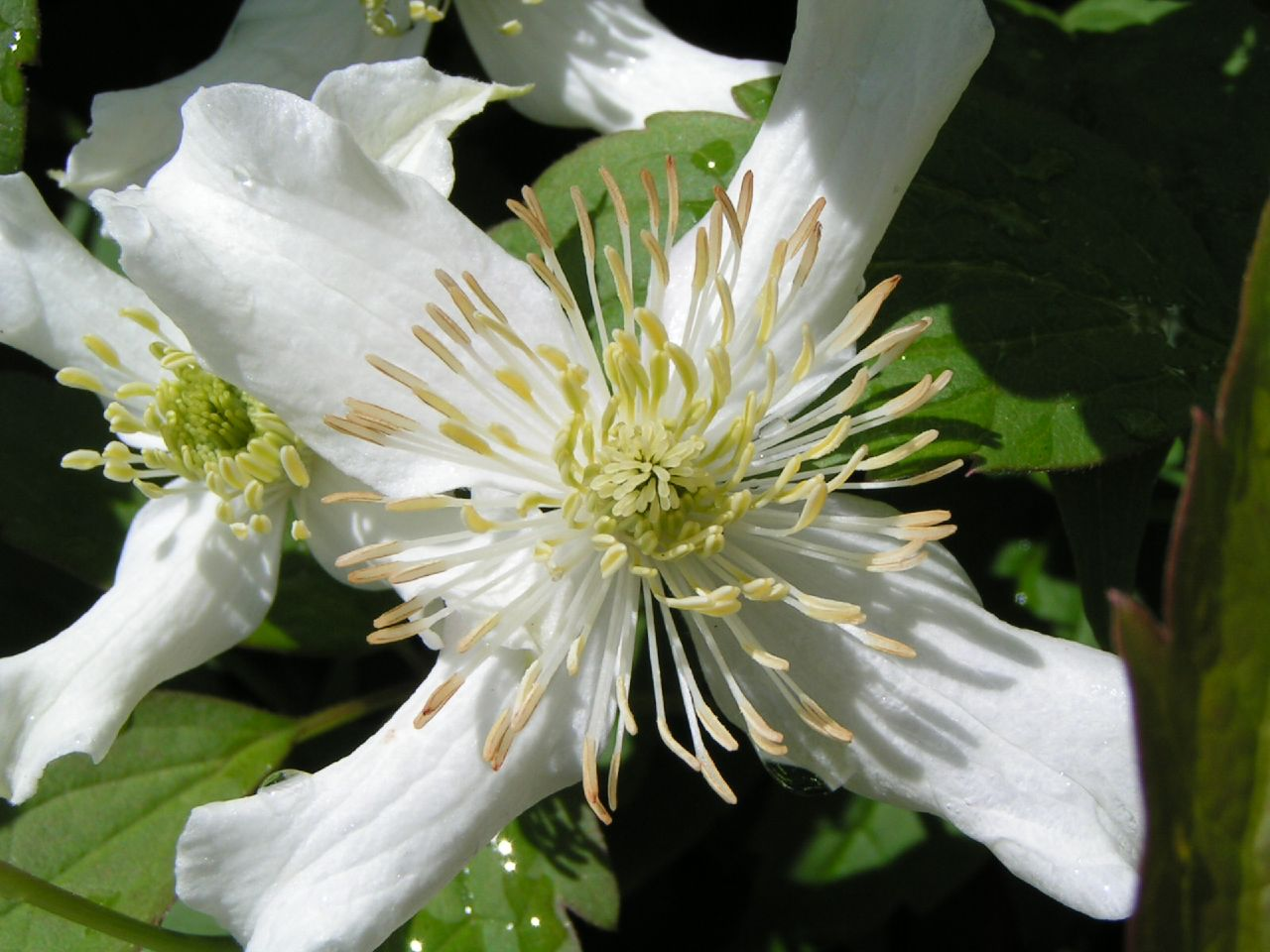
Clematis montana

- Clematis macrophylla (J.Raynal) W.T.Wang, 2000
- Clematis mae Z.Z.Yang & L.Xie, 2019
- Clematis maguanensis W.T.Wang, 2015
- Clematis malacoclada W.T.Wang, 2006
- Clematis malacocoma W.T.Wang, 2001
- Clematis manipurensis (Brühl) W.T.Wang, 2000
- Clematis marata Armstr., 1881
- Clematis marmoraria Sneddon, 1975
- Clematis mashanensis W.T.Wang, 1989
- Clematis mauritiana Lam., 1786
- Clematis melanonema W.T.Wang, 2016
- Clematis menglaensis M.C.Chang, 1980
- Clematis methifolia Hook., 1837
- Clematis metouensis M.Y.Fang, 1980
- Clematis meyeniana Walp., 1843
- Clematis microcuspis Baker, 1884
- Clematis microphylla DC., 1817
- Clematis moisseenkoi (Serov) W.T.Wang, 2001
- Clematis mollissima (Hallier f.) H.Eichler, 1958
- Clematis montana Buch.-Ham. ex DC., 1817
- Clematis morefieldii Kral, 1987
- Clematis morii Hayata, 1908
- Clematis multistriata H.Eichler, 1958
- Clematis munroiana Wight, 1840

## N
- Clematis nagaensis W.T.Wang, 2000
- Clematis nainitalensis W.T.Wang, 2000
- Clematis nannophylla Maxim., 1877
- Clematis napaulensis DC., 1817
- Clematis napoensis W.T.Wang, 1999
- Clematis ningjingshanica W.T.Wang, 2001
- Clematis nobilis Nakai, 1914
- Clematis novocaledoniaensis W.T.Wang, 2000
- Clematis nukiangensis M.Y.Fang, 1980

## O
- Clematis obscura Maxim., 1890

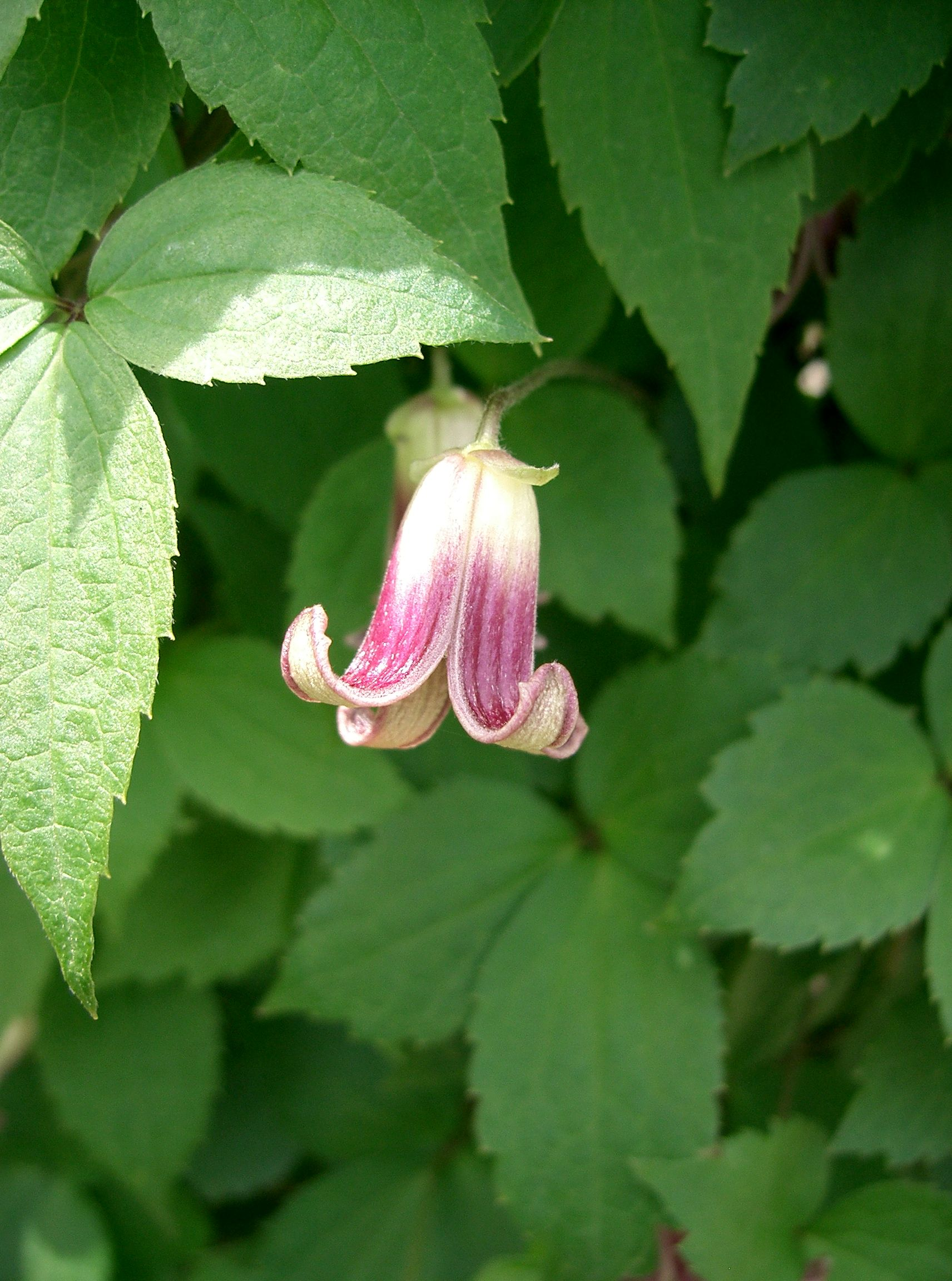
Clematis obvallata

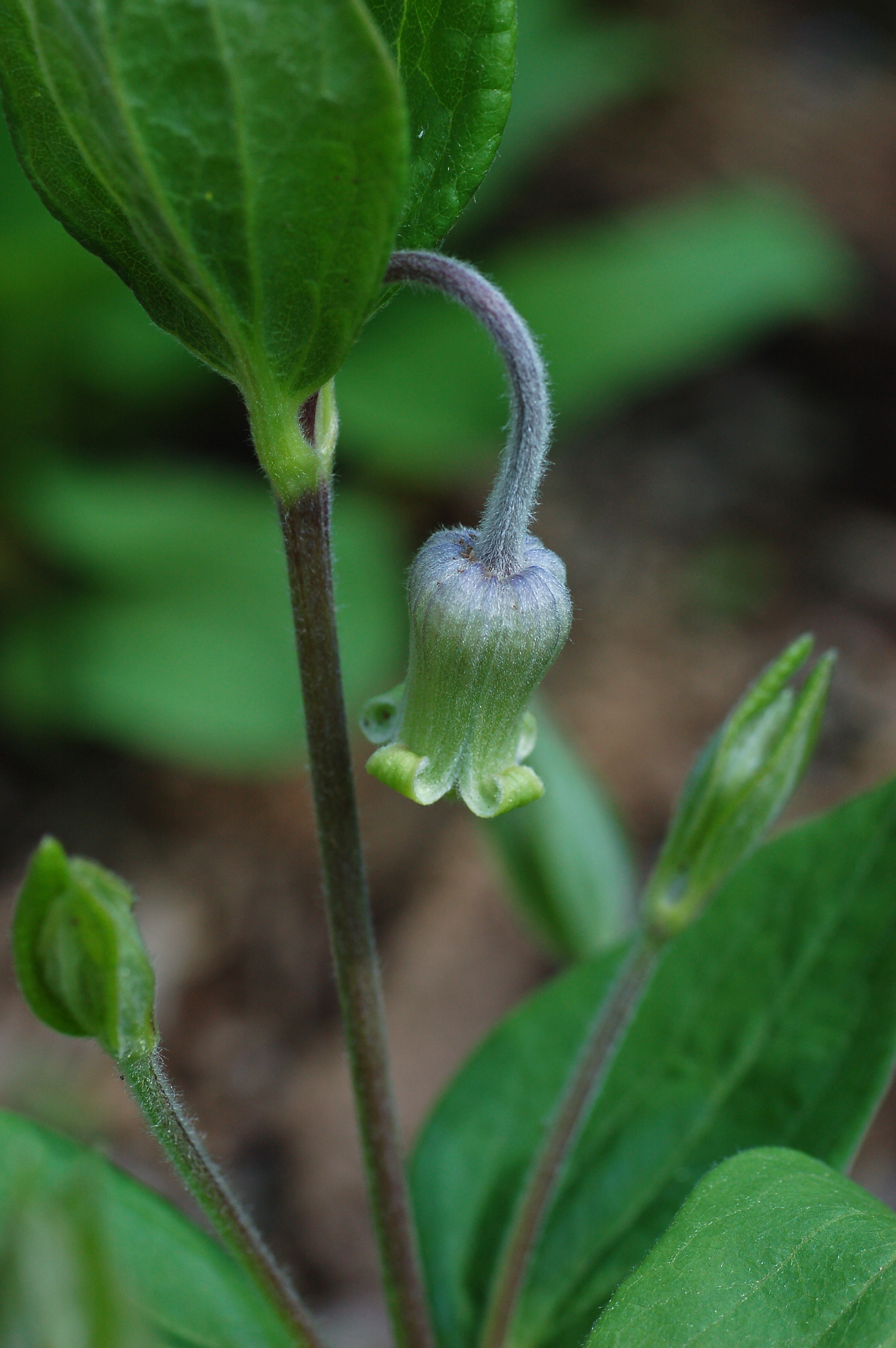
Clematis ochroleuca

- Clematis obtusifolia R.Br. ex W.T.Wang, 2001
- Clematis obvallata (Ohwi) Tamura, 1954
- Clematis occidentalis (Hornem.) DC., 1824
- Clematis ochroleuca Aiton, 1789
- Clematis oligophylla Hook., 1837
- Clematis orientalis L., 1753
- Clematis otophora Franch. ex Finet & Gagnep., 1903
- Clematis oweniae Harv., 1860

## P

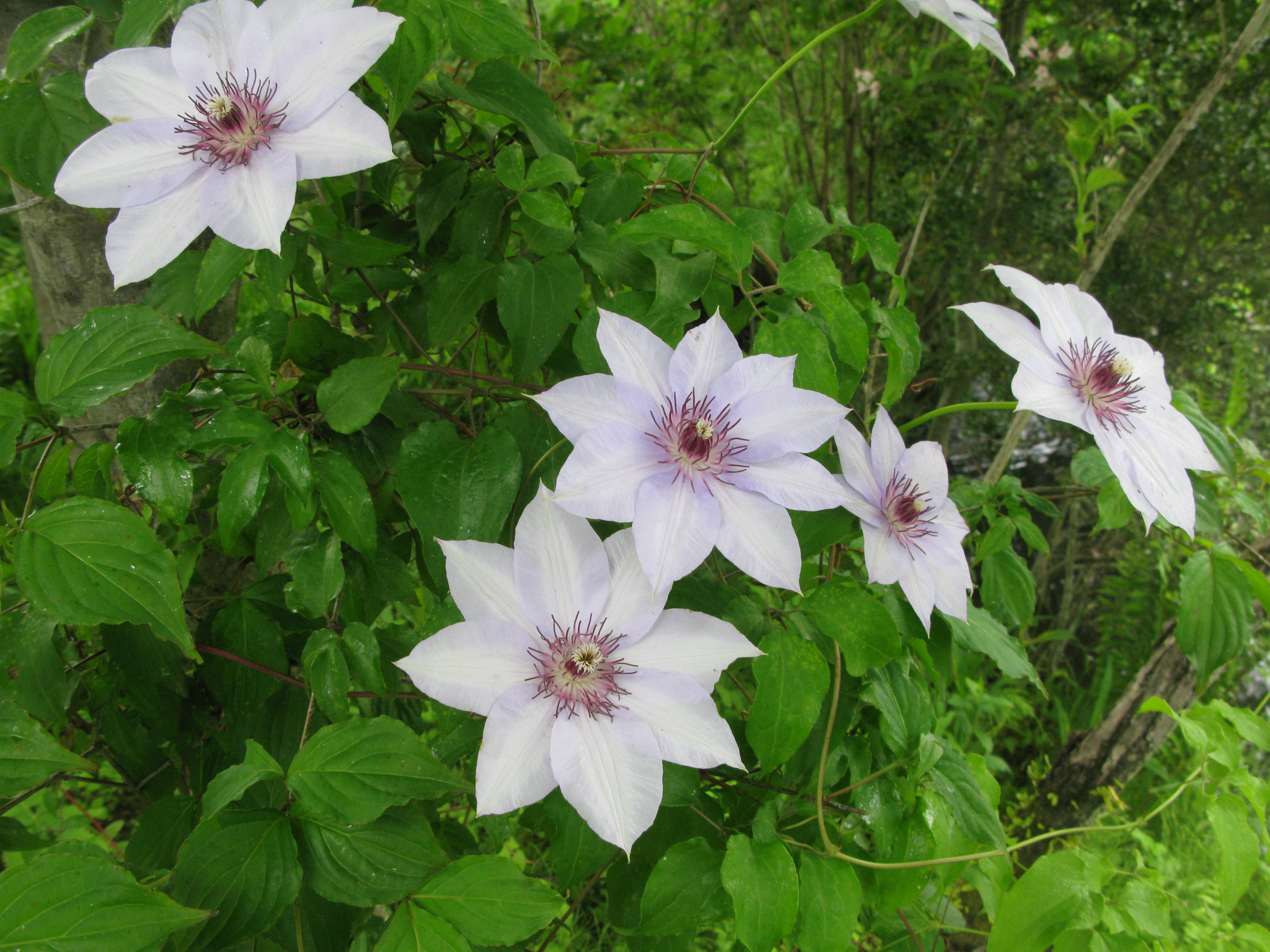
Clematis patens

- Clematis pamiralaica Grey-Wilson, 1989
- Clematis paniculata J.F.Gmel., 1791
- Clematis papillosa H.Eichler, 1958
- Clematis papuasica Merr. & L.M.Perry, 1943
- Clematis parviloba Gardner & Champ., 1849
- Clematis pashanensis (M.C.Chang) W.T.Wang, 2001
- Clematis patens C.Morren & Decne., 1836
- Clematis pauciflora Nutt., 1838
- Clematis peii L.Xie, W.J.Yang & L.Q.Li, 2012
- Clematis perrieri H.Lév., 1909
- Clematis peruviana DC., 1817
- Clematis peterae Hand.-Mazz., 1939
- Clematis petriei Allan, 1961
- Clematis pettimudiensis K.M.P.Kumar, R.Jagad. & G.Prasad, 2017
- Clematis phanerophlebia Merr. & L.M.Perry, 1943
- Clematis phlebantha L.H.J.Williams, 1968
- Clematis pianmaensis W.T.Wang, 1984
- Clematis pickeringii A.Gray, 1854
- Clematis pierotii Miq., 1867
- Clematis pimpinellifolia Hook., 1837
- Clematis pinchuanensis W.T.Wang & M.Y.Fang, 1980
- Clematis pingbianensis W.T.Wang, 2003
- Clematis pinnata Maxim., 1877
- Clematis pitcheri Torr. & A.Gray, 1838
- Clematis plukenetii DC., 1817
- Clematis pogonandra Maxim., 1890
- Clematis polygama Jacq., 1760
- Clematis populifolia Turcz., 1854
- Clematis potaninii Maxim., 1890
- Clematis pseudoconnata (Kuntze) Luferov, 2014
- Clematis pseudoflammula Schmalh. ex Lipsky, 1894
- Clematis pseudootophora M.Y.Fang, 1980
- Clematis pseudopogonandra Finet & Gagnep., 1903
- Clematis pseudopterantha Kadota & Nob.Tanaka, 2010
- Clematis pseudoscabiosifolia H.Perrier, 1953
- Clematis psilandra Kitag., 1937
- Clematis pterantha Dunn, 1905
- Clematis puberula Hook.f. & Thomson, 1872
- Clematis pubescens Hügel ex Endl., 1837
- Clematis pycnocoma W.T.Wang, 2003

## Q
- Clematis qingchengshanica W.T.Wang, 1984
- Clematis quadribracteolata Colenso, 1882
- Clematis queenslandica W.T.Wang, 2004
- Clematis quinquefoliolata Hutch., 1907

## R

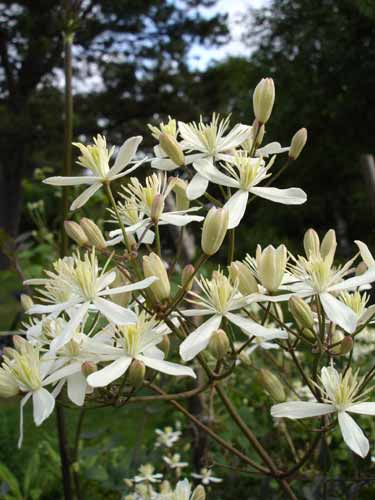
Clematis recta

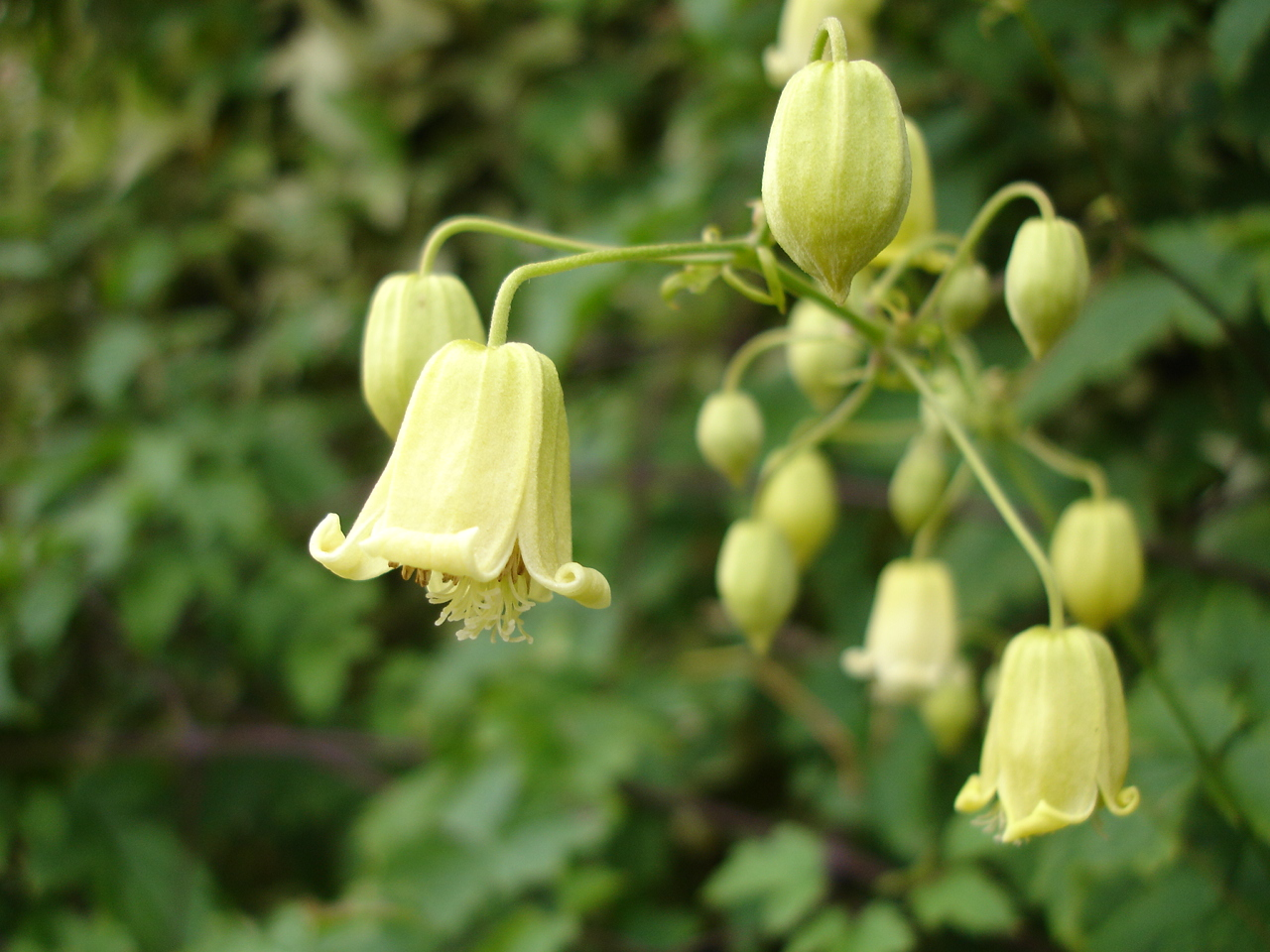
Clematis rehderiana

- Clematis ranunculoides Franch., 1886
- Clematis recta L., 1753
- Clematis rehderiana Craib, 1914
- Clematis repens Finet & Gagnep., 1903
- Clematis reticulata Walter, 1788
- Clematis rhodocarpa Rose, 1906
- Clematis rhodocarpoides W.T.Wang, 2004
- Clematis rigoi W.T.Wang, 2000
- Clematis robertsiana Aitch. & Hemsl., 1880
- Clematis roylei Rehder, 1941
- Clematis rubifolia C.H.Wright, 1896
- Clematis rufa Rose, 1906
- Clematis rutoides W.T.Wang, 2000

## S
- Clematis sarezica Ikonn., 1977
- Clematis satomiana Kadota, 2006
- Clematis sclerophylla W.T.Wang, 2000
- Clematis seemannii Kuntze, 1885
- Clematis serratifolia Rehder, 1910
- Clematis shenlungchiaensis M.Y.Fang, 1980
- Clematis shensiensis W.T.Wang, 1957
- Clematis siamensis Drumm. & Craib, 1915
- Clematis sichotealinensis Ulanova, 1981
- Clematis simensis Fresen., 1837
- Clematis sinii W.T.Wang, 2001
- Clematis smilacifolia Wall., 1820
- Clematis socialis Kral, 1982
- Clematis songorica Bunge, 1839
- Clematis spathulifolia (Kuntze) Prantl, 1888
- Clematis speciosa (Makino) Makino, 1918
- Clematis staintonii W.T.Wang, 2000
- Clematis stans Siebold & Zucc., 1843
- Clematis stenanthera H.Eichler, 1958
- Clematis strigillosa Baker, 1881
- Clematis subtriloba Nees ex G.Don, 1831
- Clematis subtriternata Nakai, 1919
- Clematis subumbellata Kurz, 1870

## T
- Clematis takedana Makino, 1907

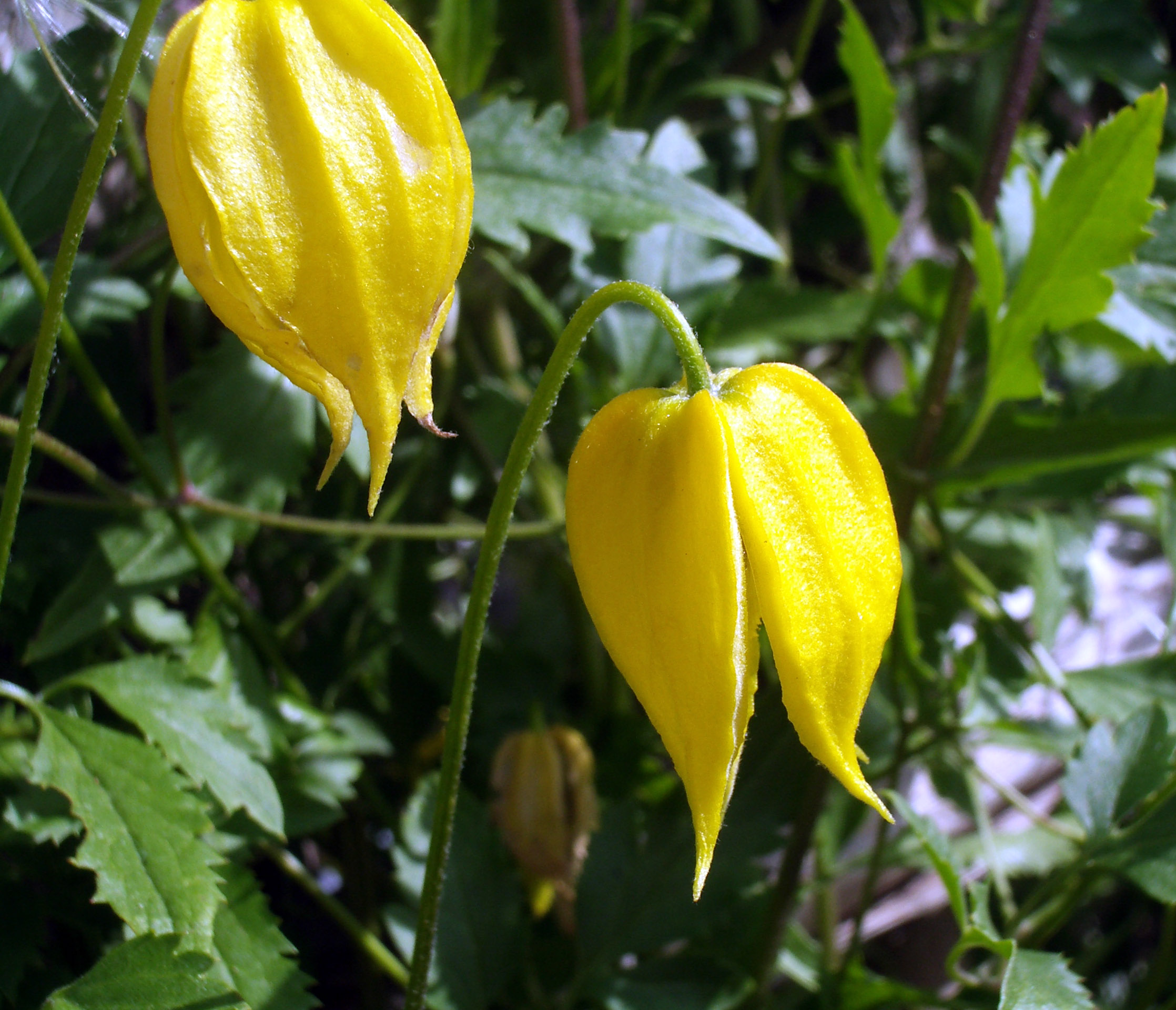
Clematis tangutica

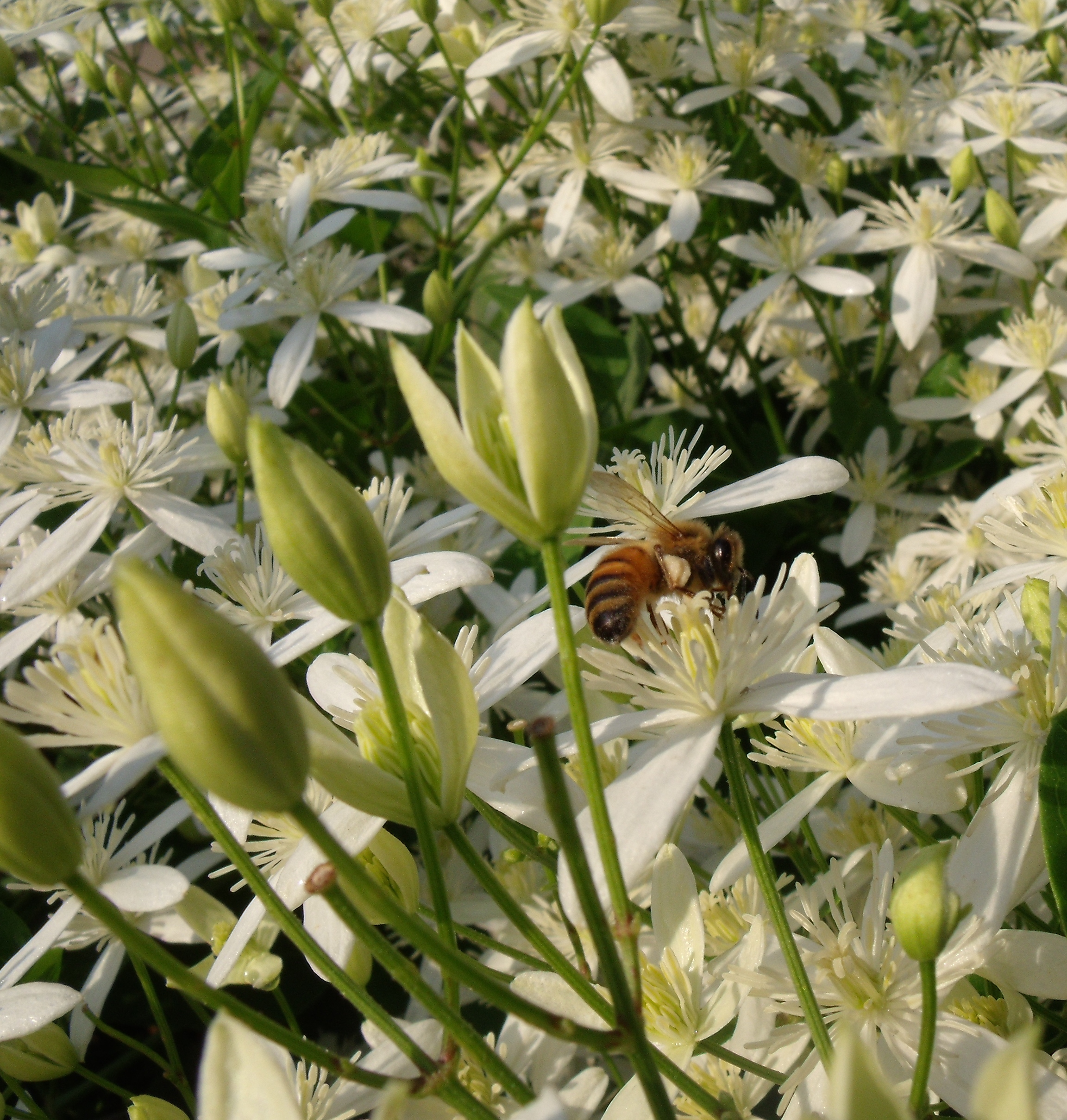
Clematis terniflora

- Clematis tamurae T.Y.A.Yang & T.C.Huang, 1995
- Clematis tangutica (Maxim.) Korsh., 1903
- Clematis tashiroi Maxim., 1888
- Clematis tengchongensis W.T. Wang, 2008
- Clematis tenuimarginata H.Eichler, 1958
- Clematis tenuipes W.T.Wang, 1957
- Clematis teretipes W.T.Wang, 2001
- Clematis terniflora DC., 1817
- Clematis teuszii (Kuntze) Engl., 1915
- Clematis texensis Buckley, 1862
- Clematis thaiana Tamura, 1980
- Clematis thaimontana Tamura, 2000
- Clematis thalictrifolia Engl., 1910
- Clematis theobromina Dunn, 1914
- Clematis tibetana Kuntze, 1885
- Clematis tinghuensis C.T.Ting, 1980
- Clematis tomentella (Maxim.) W.T.Wang & L.Q.Li, 2001
- Clematis tongluensis (Brühl) Tamura, 1962
- Clematis tortuosa Wall. ex C.E.C.Fisch., 1929
- Clematis tosaensis Makino, 1897
- Clematis tournefortii DC., 1817
- Clematis trichotoma Nakai, 1912
- Clematis triloba Thunb., 1800
- Clematis tripartita W.T.Wang, 2000
- Clematis tsaii W.T.Wang, 1957
- Clematis tsugetorum Ohwi, 1933
- Clematis tuaensis H.Eichler ex W.T.Wang, 2000
- Clematis tunisiatica W.T.Wang, 2003
- Clematis turyusanensis U.C.La & Chae G.Chen, 1992

## U
- Clematis udayanii Anilkumar, 2013
- Clematis uhehensis Engl., 1900
- Clematis ulbrichiana Pilg., 1937
- Clematis uncinata Champ. ex Benth., 1851
- Clematis urophylla Franch., 1884
- Clematis uruboensis Lourteig, 1956

## V

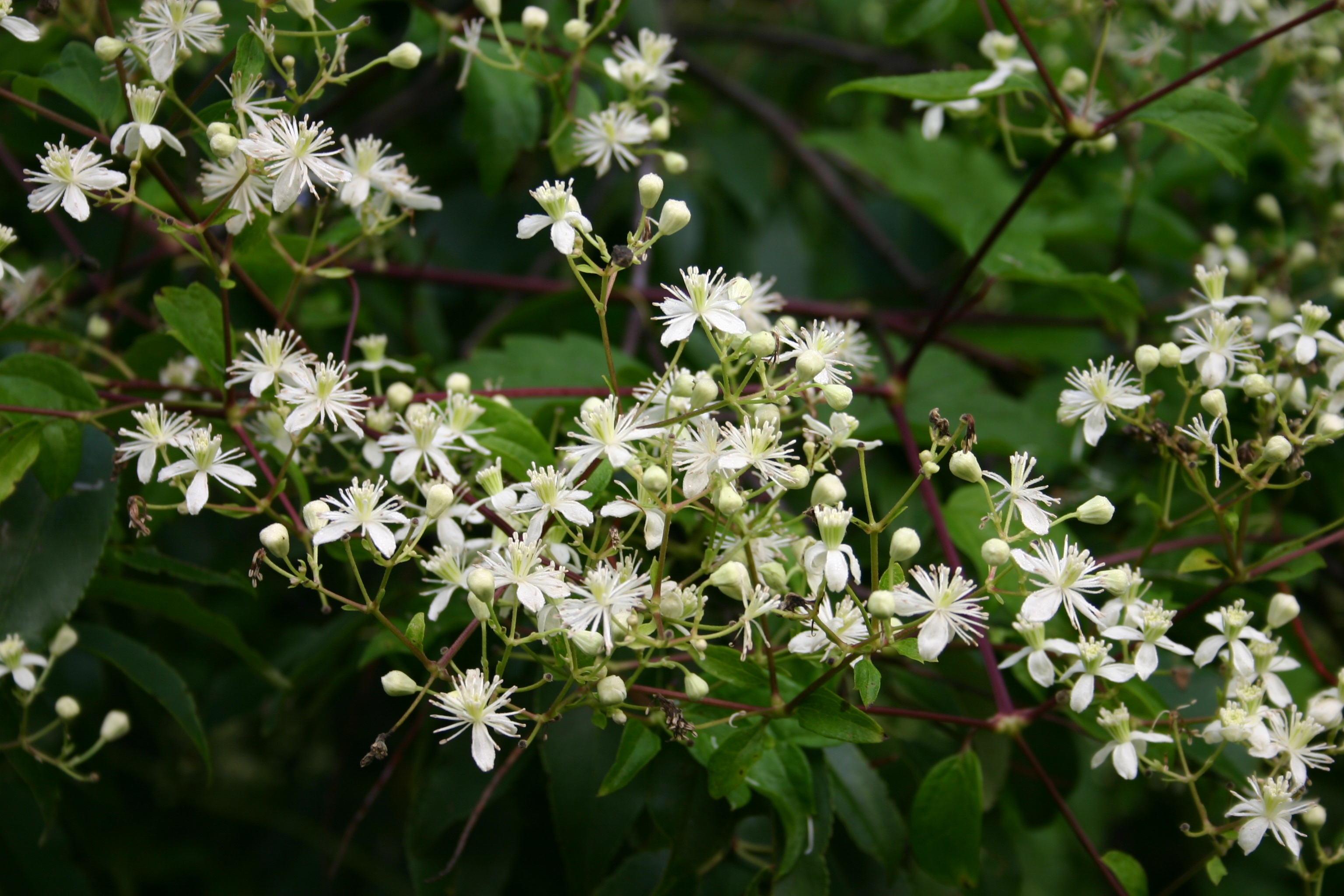
Clematis virginiana

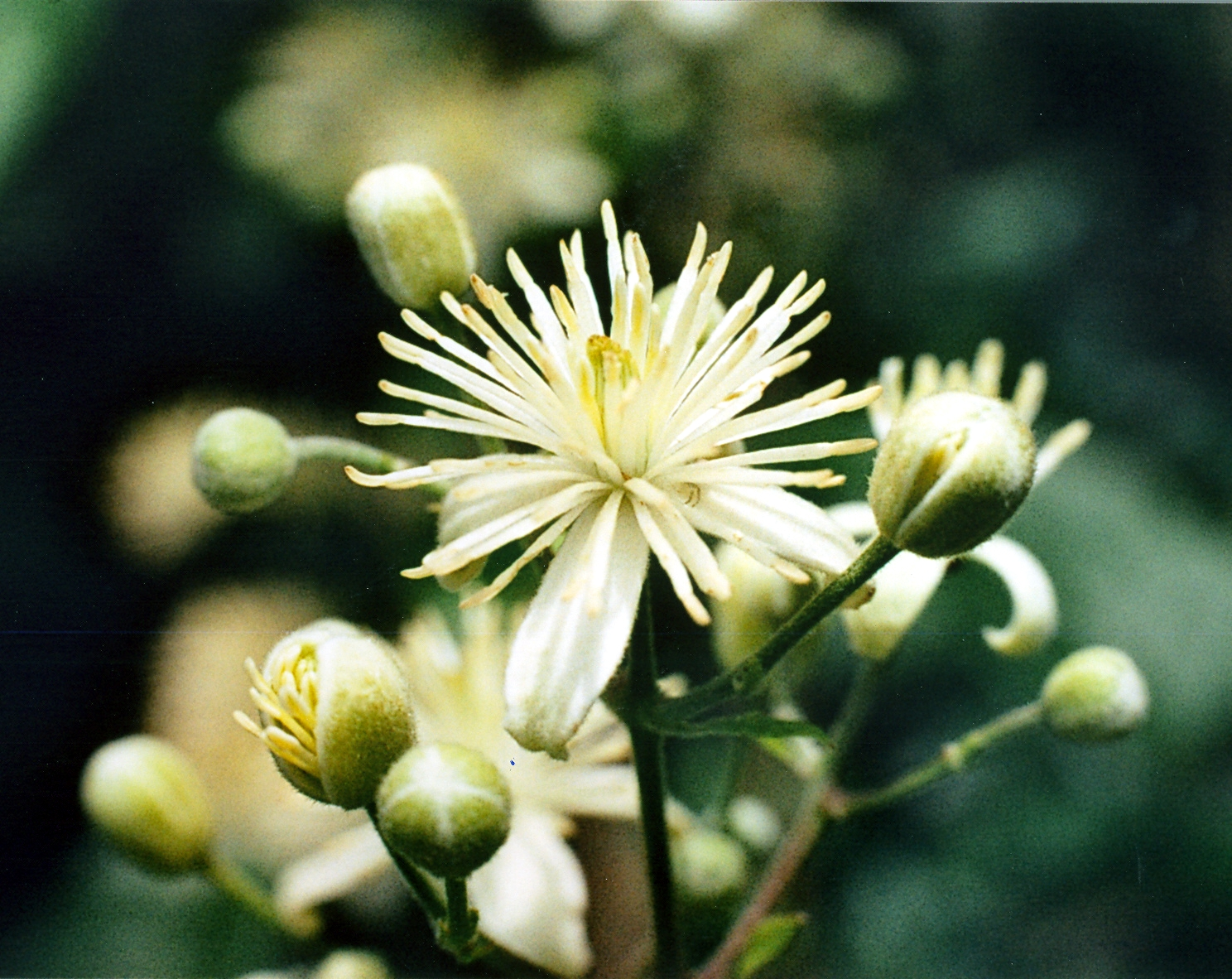
Clematis vitalba

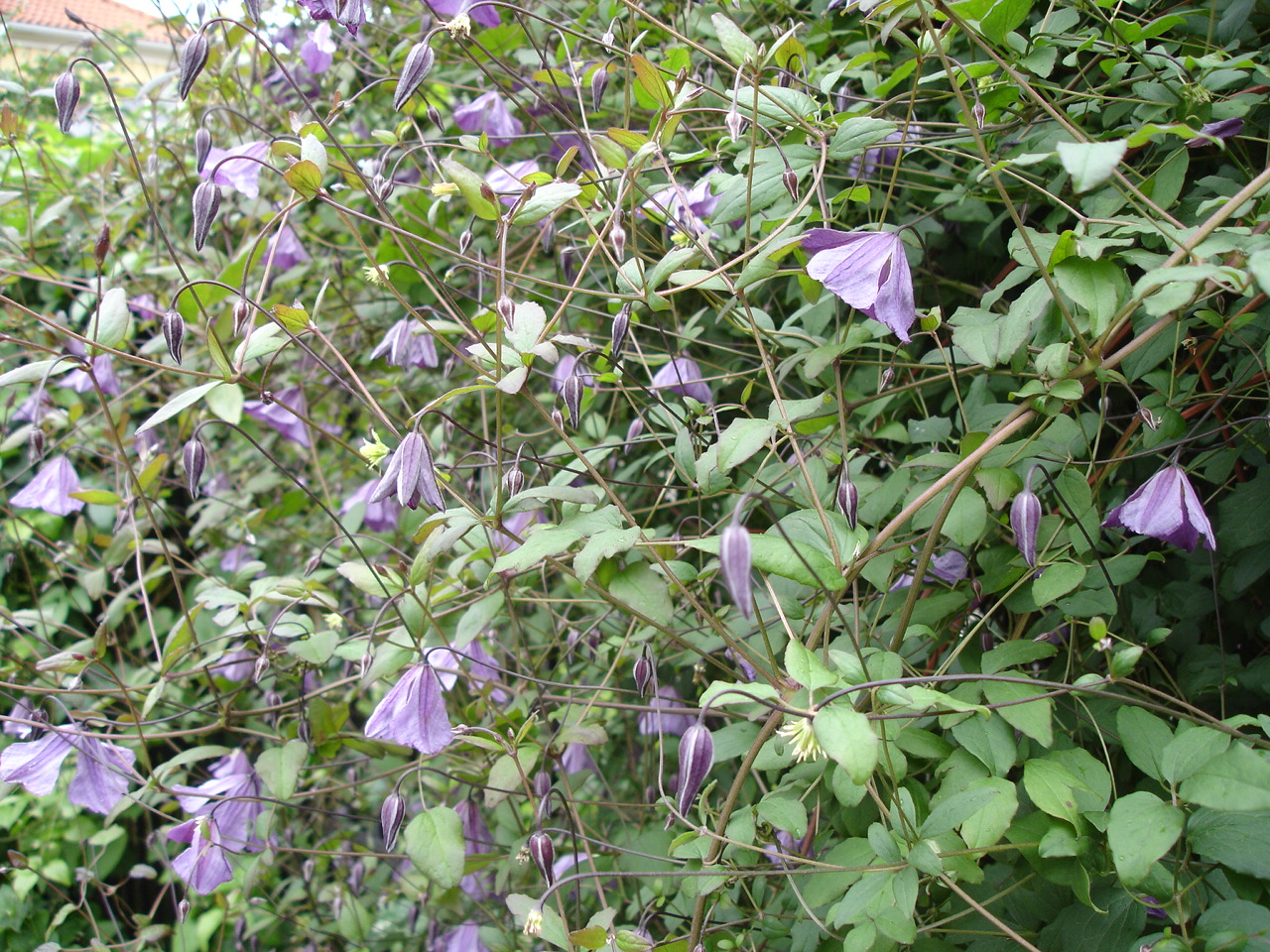
Clematis viticella

- Clematis vaniotii H.Lév. & C.E.Porter, 1910
- Clematis variifolia W.T.Wang, 2004
- Clematis venusta M.C.Chang, 1980
- Clematis versicolor Small, 1901
- Clematis vietnamensis W.T.Wang & N.T.Do, 2006
- Clematis villosa DC., 1817
- Clematis vinacea Floden, 2013
- Clematis viorna L., 1753
- Clematis virginiana L., 1755
- Clematis viridiflora Bertol., 1858
- Clematis viridis (W.T.Wang & M.C.Chang) W.T.Wang, 2001
- Clematis vitalba L., 1753
- Clematis viticaulis Steele, 1911
- Clematis viticella L., 1753

## W
- Clematis wallichii W.T.Wang, 2001
- Clematis wenshanensis W.T.Wang, 2001
- Clematis wenxianensis W.T.Wang, 2006
- Clematis williamsii A.Gray, 1857
- Clematis wissmanniana Hand.-Mazz., 1939
- Clematis wuxiensis Q.Q.Jiang & H.P.Deng, 2017

## X
- Clematis xiangguiensis W.T.Wang, 2007
- Clematis xinhuiensis R.J.Wang, 1999

## Y
- Clematis yuanjiangensis W.T.Wang, 1993
- Clematis yui W.T.Wang, 1991
- Clematis yunnanensis Franch., 1886
- Clematis yuntaishanica W.T.Wang, 2016

## Z
- Clematis zaireensis W.T.Wang, 2004
- Clematis zandaensis W.T.Wang, 1998
- Clematis zemuensis W.W.Sm., 1911
- Clematis zeylanica (L.) Poir., 1811
- Clematis zygophylla Hand.-Mazz., 1939